# Grängesbergs samrealskola
Grängesbergs samrealskola var en realskola i Grängesberg verksam från 1942 till 1970.

## Historia
Skolan bildades som en högre folkskola vilken 1942 ombildades till en kommunal mellanskola. Denna ombildades från 1946 successivt till Grängesbergs samrealskola. 
Realexamen gavs från 1946 till 1970.